# Tumeurs du côlon

## tumeurs bénignes
- adénomes
  - tubulaire
  - villeux
  - tubulo-villeux
- polypes
  - hyperplasique
  - juvénile
  - conjonctif
  - lymphoïde
  - polyposes rectocoliques
    - polypose recto-colique familiale
    - polypose juvénile
    - syndrome de Peutz-Jeghers
    - maladie de Cowden
    - polypose hyperplasique
    - syndrome de Cronkhite-Canada
    - polypose lymphoïde

## tumeurs malignes
- cancer colorectal = adénocarcinome lieberkuhnien
- mucocèle appendiculaire
- pseudomyxome péritonéal
- lymphome colique